# Hollie Grima
Hollie Louise Grima (nacida el 16 de diciembre de 1983 en Launceston, Australia) es una jugadora de baloncesto australiana. Ha conseguido 3 medallas en competiciones internacionales con Australia, entre mundiales y Juegos Olímpicos.